# نيكولا رادولوفيتش
نيكولا رادولوفيتش مواليد 26 أبريل 1973 في زغرب، جمهورية كرواتيا الاشتراكية، جمهورية يوغوسلافيا الاشتراكية الاتحادية، هو لاعب كرة سلة إيطالي بدأ مسيرته الاحترافية في سنة 1996. مثّل منتخب بلاده. شارك في مسابقة كرة السلة في الألعاب الأولمبية الصيفية.

## فرق لعب لها
- أسفيل باسكت
- جوفينتوت بادالونا
- نادي بلد الوليد لكرة السلة

## الميداليات
| الميدالية | المسابقة                         |
| --------- | -------------------------------- |
| فضية      | الألعاب الأولمبية الصيفية 2004   |
| برونزية   | بطولة أمم أوروبا لكرة السلة 2003 |

## روابط خارجية
- نيكولا رادولوفيتش على موقع الاتحاد الدولي لكرة السلة (الإنجليزية)
- نيكولا رادولوفيتش على موقع الدوري الإسباني لكرة السلة (الإسبانية)
- نيكولا رادولوفيتش على موقع كرة السلة الأوروبية.كوم (الإنجليزية)
- نيكولا رادولوفيتش على موقع ريلجم (الإنجليزية)
- نيكولا رادولوفيتش على موقع بروبوليرز (الإنجليزية)
- نيكولا رادولوفيتش على موقع سبورتس رفرنس (الإنجليزية)
- نيكولا رادولوفيتش على موقع أوليمبيديا (الإنجليزية)
- نيكولا رادولوفيتش على موقع اللجنة الأولمبية الإيطالية (الإيطالية)